# أولاد بورندة (بريشكة)
أولاد بورندة هي إحدى مشيخات المملكة المغربية، تتبع جغرافيا لإقليم وزان وإداريًا لبريشكة. يقدر عدد سكانها بـ 2550 نسمة حسب الإحصاء الرسمي للسكان والسكنى لسنة 2004.